# Angels (песня Робби Уильямса)
«Angels» (с англ. — «Ангелы») — песня британского певца Робби Уильямса с его дебютного альбома 1997 года Life thru a Lens. Вскоре, в декабре того же года, песня вышла отдельным синглом. Это самый продаваемый сингл Уильямса, он был признан лучшей песней за предыдущие 25 лет на премии Brit Awards 2005 года. Уильямс также записал испанскую версию. В опросе 2005 года какую песню они хотели бы на своих похоронах британцы проголосовали за «Angels».
«Angels» стал 38-м самым продаваемым синглом 1997 года в Великобритании и 26-м в 1998 году. Это был 34-й самый продаваемый сингл десятилетия. Несмотря на то, что он достиг пика только на 4-м месте, это самый продаваемый сингл Уильямса в Великобритании, и, согласно официальным данным компании UK Charts, в июне 2009 года он превысил отметку в миллион продаж, благодаря сочетанию как физических носителей, так и скачиваемых продаж. По состоянию на апрель 2021 года в Великобритании было продано 1,8 миллиона копий.
Песня прозвучала на церемонии открытия Чемпионата мира по футболу 2018 года в исполнении Уильямса и Аиды Гарифуллиной. В 2022 году, к 25-летию сольной карьеры певца, была выпущена оркестровая версия песни с альбома XXV.

## Текст песни и композиция
В 2011 году Робби Уильямс рассказал, что написал песню с соавтором Гаем Чемберсом за 25 минут о своих тете и дяде. По его словам, он и Чемберс сидели возле кафе, наблюдая за фонтаном с водой, который вдохновил их на написание припева. В 2016 году Уильямс сказал: «Это была первая из наших песен, которую мы написали вместе. Мы могли бы сказать, надеялись и молились, что получили что-то невероятно особенное». Уильямс выразил раздражение тем, что некоторые предположили, что Чемберс был единственным автором.
Ирландский певец и автор песен Рэй Хеффернан утверждает, что написал первую версию «Angels» в Париже в 1996 году, после того как у его партнерши случился выкидыш. По словам Хеффернана, он случайно встретил Уильямса в пабе в Дублине. Он показал ему незаконченную версию песни, и на той неделе они вдвоем записали студийную демо-версию. Уильямс подтвердил, что записал демо с Хеффернаном, но сказал, что значительно переписал песню с Чемберсом.
Перед выпуском песни Хеффернан принял предложение руководства Уильямса о покупке прав за 7500 фунтов стерлингов. Его благодарят в примечаниях к синглу UK CD2. Уильямс сказал: «Мы могли бы обратиться в суд, и всё зависело бы от того, каким образом судья встанет в тот день с постели… Поэтому я дал ему немного денег, и он ушёл». В 2011 году Хеффернан сказал: «Долгое время я злился из-за этого, но когда ты становишься старше, ты видишь вещи по-другому… Связь с „Angels“ открыла двери для издательских компаний и принесла мне несколько фунтов стерлингов».

## Музыкальное видео
Видеоклип к этой песне снял Сэмуэль Байер, бывший, в частности, режиссёром клипа «Smells Like Teen Spirit» группы Nirvana. Снятый в основном с воздуха, Уильямс прогуливается по пляжу, смотрит в небо, пинает футбольный мяч и катается на мотоцикле с женщиной, в то время как вертолет летает вокруг них.

## Критика
Шотландская газета Aberdeen Press and Journal заявила, что «Angels» — возможно, самый сильный отрывок из альбома Life through a Lens. Джон Буш из AllMusic отметил напевание Уильямса в балладе. Ларри Флик из Billboard описал ее как сладкую балладу. Он отметил, что постановка первоклассная, лирика вдумчивая и захватывающая слух, а вокал вызывает настоящее восхищение. Все это и припев, за который можно убить. Газета Daily Record написала: Бывшая звезда Take That показывает, что он достиг зрелости с этой мелодичной поп-балладой. Они также добавили: Удивительно взрослое звучание Робби в его лучшей мелодии на сегодняшний день. Рецензент из Irish Independent назвал ее эпической балладой. Общеевропейский журнал Music & Media прокомментировал, что с песнями качества «Angels» Робби Уильямс находится на пути к расширению своей аудитории за счет привлечения слушателей старшего возраста. Они также добавили, что он отличается от своих предшественников, вдохновленных инди-роком. Дэйв Фаверт из Shortlist назвал ее действительно блестящей песней, добавив, что в ней довольно сдержанный вокал Робби. Ничего лишнего, просто искренне. В 2003 году Q поместил «Angels» на 237-е место в своем списке «1001 лучших песен всех времен».

## Приём публики
Песня не достигла такого уж высокого места в британском сингловом чарте (только 4-го), но при этом долго не выходила из него, проведя в чарте 27 недель, и до сих пор остаётся лидером по продаже среди всех песен Робби Уильямса (причём не только в Британии, но в целом в мире).
Песня теперь очень популярна в караоке, в Великобритании её постоянно включают на музыкальных автоматах в барах, да и вообще в этой стране она считается классикой.
В США же песня долго не была известна. Поэтому в 2004 году её перепела американская певица Джессика Симпсон (при этом в Великобритании её версия получила в основном негативные отзывы.)

## Трек-лист
UK CD1
1. "Angels" – 4:24
2. "Back for Good" (live) – 3:59
3. "Walk This Sleigh" – 3:01

UK CD2
1. "Angels" – 4:24
2. "Karaoke Overkill" – 3:31
3. "Get the Joke" – 3:03
4. "Angels" (acoustic version) – 4:27[21]

## Чарты
| Чарт(1997–2000)                    | Высшая позиция |
| ---------------------------------- | -------------- |
| Австралия (ARIA)                   | 40             |
| Австрия (Ö3 Austria Top 40)        | 12             |
| Бельгия/Фландрия (Ultratop 50)     | 6              |
| Бельгия/Валлония (Ultratop 50)     | 32             |
| Канада (RPM Top Singles)           | 18             |
| Канада (RPM Adult Contemporary)    | 15             |
| Europe (Eurochart Hot 100)         | 7              |
| Франция (SNEP)                     | 7              |
| Германия (GfK)                     | 9              |
| Iceland (Íslenski Listinn Topp 40) | 22             |
| Ирландия (IRMA)                    | 2              |
| Италия (FIMI)                      | 12             |
| Нидерланды (Dutch Top 40)          | 14             |
| Нидерланды (Single Top 100)        | 14             |
| Новая Зеландия (Recorded Music NZ) | 23             |
| Шотландия (OCC Scotland)           | 2              |
| Швеция (Sverigetopplistan)         | 13             |
| Швейцария (Schweizer Hitparade)    | 4              |
| Великобритания (OCC UK Singles)    | 4              |
| США (Billboard Hot 100)            | 53             |
| США (Billboard Adult Contemporary) | 10             |
| США (Billboard Adult Pop Airplay)  | 21             |
| США (Billboard Pop Airplay)        | 25             |

| Чарт(1997)       | Позиция |
| ---------------- | ------- |
| UK Singles (OCC) | 39      |

| Чарт(1998)                        | Позиция |
| --------------------------------- | ------- |
| Belgium (Ultratop 50 Flanders)    | 39      |
| Europe (Eurochart Hot 100)        | 24      |
| France (SNEP)                     | 43      |
| Germany (Official German Charts)  | 53      |
| Netherlands (Dutch Top 40)        | 65      |
| Netherlands (Single Top 100)      | 65      |
| Sweden (Sverigetopplistan)        | 97      |
| Switzerland (Schweizer Hitparade) | 36      |
| UK Singles (OCC)                  | 25      |

| Чарт(1999)                      | Позиция |
| ------------------------------- | ------- |
| Canada Adult Contemporary (RPM) | 85      |

| Чарт(2006)       | Позиция |
| ---------------- | ------- |
| UK Singles (OCC) | 198     |

## Сертификации
| Регион | Сертификация  | Продажи   |
| --- | ------------- | --------- |
| Бельгия (BEA) | Золотой       | 25 000*   |
| Дания (IFPI Danmark) | Платиновый    | 90 000    |
| Франция (SNEP) | Золотой       | 187,000   |
| Италия (FIMI) | Платиновый    | 70 000    |
| Великобритания (BPI) | 3× Платиновый | 1 800 000 |
| * Данные о продажах приведены только на основе сертификации. · Данные о продажах + прослушиваниях приведены только на основе сертификации. |               |           |